# Rózsaszentmárton
Rózsaszentmárton je vas na Madžarskem, ki upravno spada pod podregijo Hatvani Županije Heves.